# 7867 Burian
7867 Burian eller 1984 SB1 är en asteroid i huvudbältet som upptäcktes den 20 september 1984 av den tjeckiske astronomen Antonín Mrkos vid Kleť-observatoriet i Tjeckien. Den är uppkallad efter den tjeckiska målaren Zdeněk Burian.
Asteroiden har en diameter på ungefär 3 kilometer.